# Mestizaje entre humanos arcaicos y modernos

Un modelo de la filogenia de H. sapiens en los últimos 600,000 años (eje vertical). El eje horizontal representa la ubicación geográfica; el eje vertical representa el tiempo en miles de años atrás. Homo heidelbergensis se muestra como divergente en neandertales, denisovanos y H. sapiens. Con la expansión de H. sapiens después de 200 000, los neandertales, los denisovanos y los homínidos arcaicos africanos no especificados se muestran como nuevamente subsumidos en el linaje de H. sapiens. También se muestran posibles eventos de mezcla que involucran a ciertas poblaciones modernas en África.

Hay evidencia de cruces entre humanos arcaicos y modernos durante el Paleolítico medio y el Paleolítico superior temprano. El cruce se produjo en varios eventos independientes que incluyeron neandertales y denisovanos, así como varios homínidos no identificados.
En Eurasia, el mestizaje entre neandertales y denisovanos con humanos modernos tuvo lugar varias veces. Se estima que los eventos de introgresión en los humanos modernos ocurrieron hace unos 47.000 a 65.000 años con los neandertales y hace unos 44.000 a 54.000 años con los denisovanos.
Se ha encontrado ADN derivado de neandertales en los genomas de la mayoría o posiblemente de todas las poblaciones contemporáneas, variando notablemente según la región. Representa del 1 al 4% de los genomas modernos de personas fuera del África subsahariana, aunque las estimaciones varían, y ninguno o posiblemente hasta el 0,3%, según una investigación reciente, para los de África. Es más alto en los asiáticos orientales, intermedio en los europeos y más bajo en los asiáticos del sudeste. Según algunas investigaciones, también es menor en los melanesios en comparación con los asiáticos orientales y los europeos.  Sin embargo, otra investigación encuentra una mezcla de neandertal más alta en los australo-melanesios, así como en los nativos americanos, que en los europeos (aunque no más alta que en los asiáticos orientales).
La ascendencia derivada del denisovano está en gran parte ausente en las poblaciones modernas de África y Eurasia occidental. Las tasas más altas, con mucho, de mezcla de denisovanos se han encontrado en las poblaciones de Oceanía y algunas poblaciones del sudeste asiático, con un estimado del 4 al 6% del genoma de los melanesios modernos derivado de los denisovanos. Mientras que algunas poblaciones de Negrito del sudeste asiático tienen una mezcla de Denisovan, otras no tienen ninguna, como los Andamanese. Además, se han encontrado pocos rastros de ascendencia derivada de Denisovan en Asia continental, con una ascendencia de Denisovan elevada en las poblaciones del sur de Asia en comparación con otras poblaciones del continente.
En África, se han encontrado alelos arcaicos consistentes con varios eventos de mezcla independientes en el subcontinente. Actualmente se desconoce quiénes eran estos arcaicos homínidos africanos.
Aunque las narrativas de la evolución humana a menudo son polémicas, la evidencia del ADN muestra que la evolución humana no debe verse como una simple progresión lineal o ramificada, sino como una mezcla de especies relacionadas. De hecho, la investigación genómica ha demostrado que la hibridación entre linajes sustancialmente divergentes es la regla, no la excepción, en la evolución humana. Además, se argumenta que la hibridación fue una fuerza impulsora esencial en el surgimiento de los humanos modernos. 

## Neandertales

### Genética

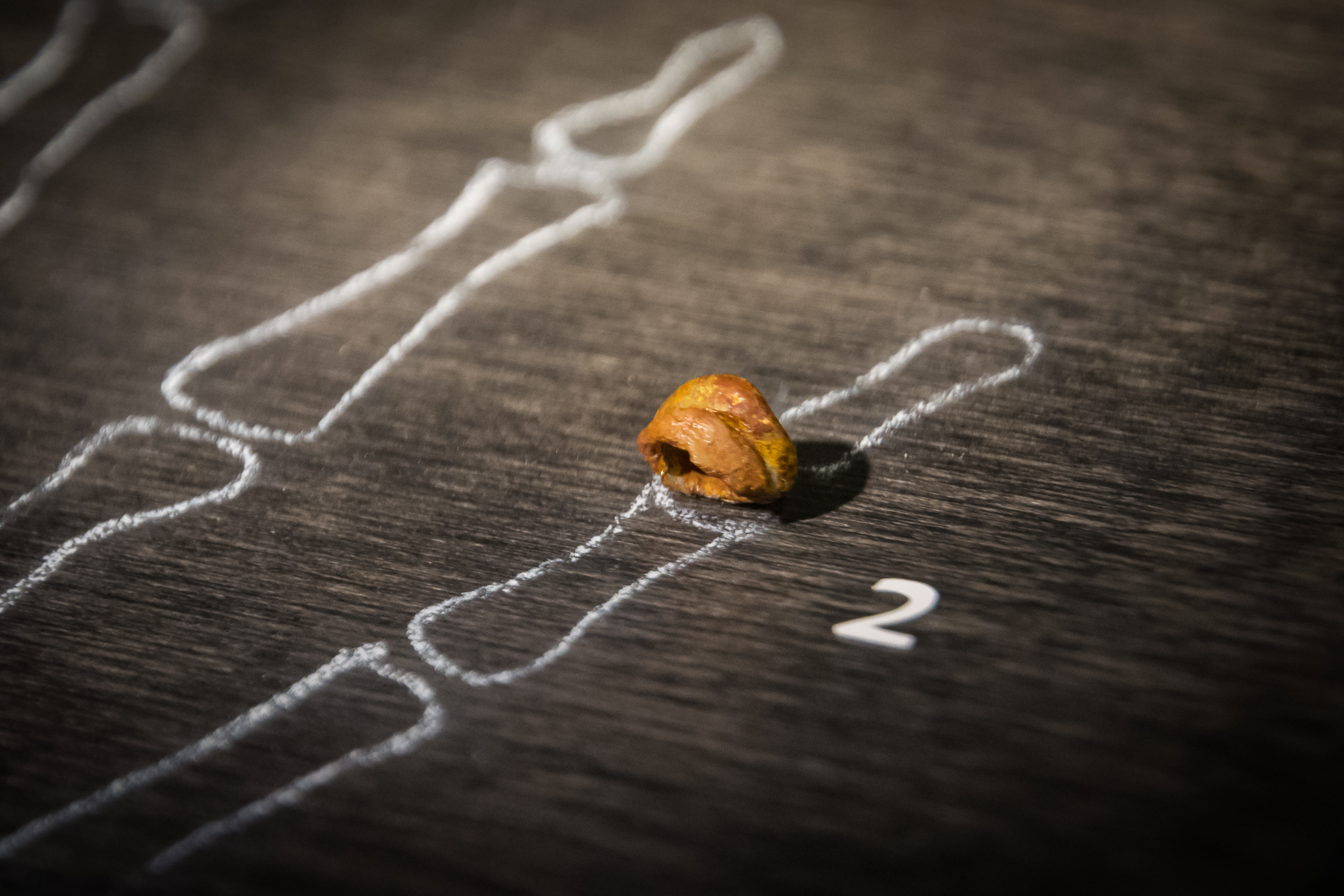
El genoma de Denisova se secuenció a partir del fragmento de falange manual distal (réplica representada) que se encuentra en la cueva de Denisova.

#### Proporción de mezcla
El 7 de mayo de 2010, tras la secuenciación del genoma de tres neandertales de Vindija, se publicó un borrador de la secuencia del genoma del neandertal y se reveló que los neandertales compartían más alelos con poblaciones euroasiáticas (por ejemplo, francés, chino han y Papúa Nueva Guinea) que con poblaciones de África subsahariana (por ejemplo, Yoruba y San). Según los autores, el exceso observado de similitud genética se explica mejor por el reciente flujo de genes de los neandertales a los humanos modernos después de la migración fuera de África.  Estimaron que la proporción de ascendencia derivada del neandertal era del 1 al 4% del genoma euroasiático.  Se llegó a estimar que la proporción era del 1,5% al 2,1% para los no africanos, otros autores estimaron una tasa más alta del 3,4% al 7,3% en Eurasia. En 2017, se revisó la estimación al 1.8–2.6% para los no africanos fuera de Oceanía.
Según un estudio posterior los africanos (específicamente, las poblaciones africanas de 1000 genomas) también tienen una mezcla de neandertales, con esta mezcla de neandertales en individuos africanos que representan 17 megabases,  que es el 0,3% de su genoma. Según los autores, los africanos obtuvieron su mezcla de neandertal principalmente a partir de una migración hacia atrás de pueblos (humanos modernos que llevan la mezcla de neandertal) que se habían separado de los europeos ancestrales (posterior a la división entre asiáticos orientales y europeos).  Se propone que esta migración hacia atrás ocurrió hace unos 20.000 años.  Sin embargo, algunos científicos, como el genetista David Reich, cuestionan las conclusiones del estudio que sugieren la mezcla de neandertales en africanos subsaharianos.

#### Genoma introgresado
Aproximadamente el 20% del genoma neandertal se ha encontrado introgresado o asimilado en la población humana moderna (analizando a los asiáticos orientales y europeos), pero la cifra también se ha estimado en aproximadamente un tercio.

#### Tasa de mezcla de subpoblaciones
Se encontró una mezcla de neandertal más alta en los asiáticos orientales que en los europeos, que se estima que es aproximadamente un 20% más de introgresión en los asiáticos orientales.    Esto posiblemente podría explicarse por la ocurrencia de más eventos de mezcla en los primeros ancestros de los asiáticos orientales después de la separación de los europeos y asiáticos orientales,     dilución de la ascendencia neandertal en los europeos por poblaciones con baja ascendencia neandertal de migraciones posteriores,    o selección natural que puede haber sido relativamente más baja en los asiáticos orientales que en los europeos.  Los estudios que simulan modelos de mezcla indican que una eficacia reducida de la selección purificadora contra los alelos neandertales en los asiáticos orientales no podría explicar la mayor proporción de ascendencia neandertal de los asiáticos orientales, favoreciendo así modelos más complejos que implican pulsos adicionales de introgresión neandertal en asiáticos orientales. Dichos modelos muestran un pulso para los ancestrales euroasiáticos, seguido de una separación y un pulso adicional para los ancestrales asiáticos orientales.  Se observa que existe una variación pequeña pero significativa de las tasas de mezcla de neandertales dentro de las poblaciones europeas, pero ninguna variación significativa dentro de las poblaciones de Asia oriental. Prüfer y col. (2017) señaló que los asiáticos orientales llevan más ADN de neandertal (2,3-2,6%) que los euroasiáticos occidentales (1,8-2,4%).
En 2020, se ha publicado que los asiáticos orientales tienen un 8% más de ascendencia neandertal, revisado de los informes anteriores de un 20% más de ascendencia neandertal, en comparación con los europeos. Esto se debe al hecho de que la ascendencia neandertal compartida con los africanos había sido enmascarada, porque se pensaba que los africanos no tenían mezcla neandertal y, por lo tanto, se utilizaron como muestras de referencia. Por lo tanto, cualquier superposición en la mezcla neandertal con africanos resultó en una subestimación de la mezcla neandertal en los no africanos y especialmente en los europeos. Los autores dan un solo pulso de mezcla neandertal después de la dispersión fuera de África como la explicación más parsimoniosa para el enriquecimiento en los asiáticos orientales, pero agregan que la variación en la ascendencia neandertal también puede atribuirse a la dilución para explicar las ahora más modestas diferencias encontradas. Como proporción de la cantidad total de secuencia neandertal para cada población, el 7,2% de la secuencia en europeos se comparte exclusivamente con africanos, mientras que el 2% de la secuencia en asiáticos orientales se comparte exclusivamente con africanos. 
El análisis genómico sugiere que existe una división global en la introgresión neandertal entre las poblaciones africanas subsaharianas y otros grupos humanos modernos (incluidos los norteafricanos) en lugar de entre poblaciones africanas y no africanas. Los grupos del norte de África comparten un exceso similar de alelos derivados con los neandertales al igual que las poblaciones no africanas, mientras que los grupos del África subsahariana son las únicas poblaciones humanas modernas que generalmente no experimentaron la mezcla de neandertales. Se encontró que la señal genética neandertal entre las poblaciones de África del Norte varía según la cantidad relativa de ascendencia autóctona de África del Norte, Europa, Oriente Próximo y subsahariana. Utilizando el análisis estadístico de la relación de ascendencia f4, se observó que la mezcla inferida de neandertales era: la más alta entre las poblaciones de África del Norte con ascendencia autóctona máxima de África del Norte, como los bereberes tunecinos, donde estaba al mismo nivel o incluso más alta que la de las poblaciones de Eurasia (100 –138%); alto entre las poblaciones del norte de África que tienen una mayor mezcla de Europa o del Cercano Oriente, como los grupos del norte de Marruecos y Egipto (∼60–70%); y el más bajo entre las poblaciones del norte de África con mayor mezcla subsahariana, como en el sur de Marruecos (20%). Se ha postulado que la presencia de esta señal genética neandertal en África no se debe al flujo genético reciente de las poblaciones del Cercano Oriente o Europa, ya que es mayor entre las poblaciones con ascendencia indígena pre-neolítica del norte de África. También se han observado tasas bajas pero significativas de mezcla neandertal para los masái de África oriental. Después de identificar la ascendencia africana y no africana entre los masái, se puede concluir que el reciente flujo de genes humanos modernos no africanos (posneandertales) fue la fuente de la contribución, ya que aproximadamente el 30 % del genoma masái se puede rastrear hasta introgresión no africana de hace unas 100 generaciones.

#### Distancia a linajes

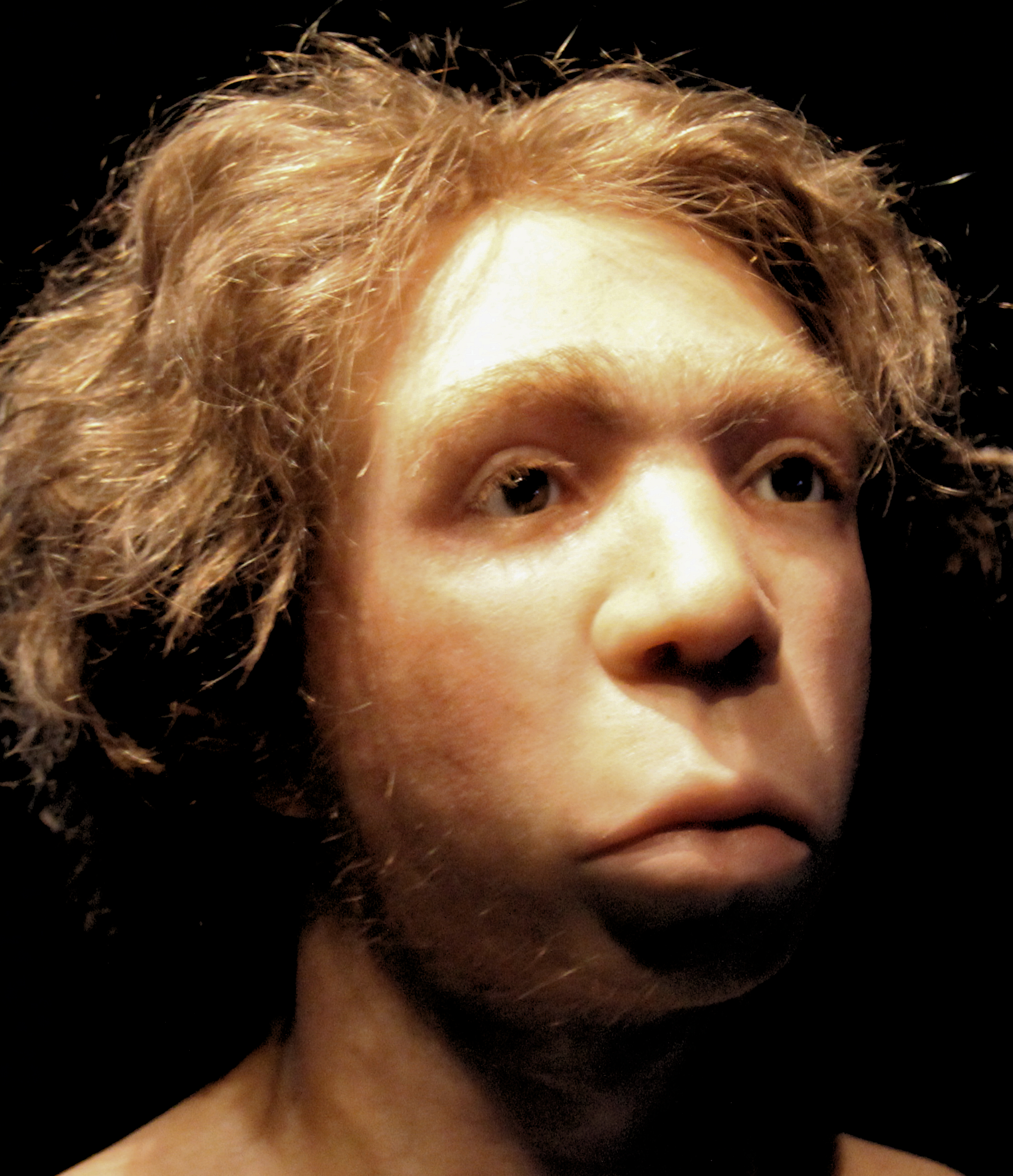
Reconstitución del cráneo de Le Moustier Neanderthal, Neues Museum de Berlín

Al presentar una secuencia del genoma de alta calidad de una mujer neandertal de Altái, se ha encontrado que el componente de neandertal en humanos modernos no africanos está más relacionado con el neandertal de Mezmaiskaya (Cáucaso) que con el neandertal de Altái (Siberia) o los neandertales de Vindija (Croacia). Mediante la secuenciación de alta cobertura del genoma de un fragmento de Vindija Neandertal femenino de 50.000 años de edad, se descubrió más tarde que los neandertales Vindija y Mezmaiskaya no parecían diferir en el grado de compartir alelos con los humanos modernos. En este caso, también se encontró que el componente neandertal en humanos modernos no africanos está más estrechamente relacionado con los neandertales de Vindija y Mezmaiskaya que con el neandertal de Altái.  Estos resultados sugieren que la mayoría de la mezcla en humanos modernos provino de poblaciones neandertales que se habían separado (alrededor de 80-100kya) de los linajes neandertales Vindija y Mezmaiskaya antes de que los dos últimos divergieran entre sí. 
Al analizar el cromosoma 21 de los neandertales de Altái (Siberia), El Sidrón (España) y Vindija (Croacia), se determina que, de estos tres linajes, solo los neandertales de El Sidrón y Vindija muestran tasas significativas de flujo genético (0,3-2,6 %) en los humanos modernos, lo que sugiere que los neandertales de El Sidrón y Vindija están más estrechamente relacionados que el neandertal de Altái con los neandertales que se cruzaron con los humanos modernos hace unos 47.000-65.000 años.  Por el contrario, también se determinó que se produjeron tasas significativas de flujo de genes humanos modernos hacia los neandertales, de los tres linajes examinados, solo para el neandertal de Altái (0.1-2.1%), lo que sugiere que el flujo de genes humanos modernos hacia los neandertales tuvo lugar principalmente después de la separación de los neandertales de Altái de los neandertales de El Sidrón y Vindija que ocurrieron hace aproximadamente 110.000 años.  Los hallazgos muestran que la fuente del flujo de genes humanos modernos hacia los neandertales se originó a partir de una población de humanos modernos tempranos de hace unos 100.000 años, anterior a la migración fuera de África de los ancestros humanos modernos de los no africanos actuales.

#### ADN mitocondrial y cromosoma Y
No se ha encontrado evidencia de ADN mitocondrial neandertal en humanos modernos. Esto sugiere que la mezcla exitosa de Neanderthal ocurrió en parejas con machos de Neanderthal y hembras humanas modernas. Posibles hipótesis son que el ADN mitocondrial neandertal tenía mutaciones perjudiciales que llevaron a la extinción de los portadores, que la descendencia híbrida de madres neandertales se crio en grupos neandertales y se extinguió con ellos, o que las hembras neandertales y los machos sapiens no producir descendencia fértil.  Sin embargo, esto es impugnado por hallazgos recientes que sugieren que el cromosoma Y del neandertal fue reemplazado por cromosomas Y del Sapiens después de que el cromosoma Y humano ingresó al acervo genético del Neandertal, lo que significa que los machos Sapiens deben haberse apareado con las hembras Neandertales en algún momento. 
La mezcla de neandertales en humanos modernos puede haber sido causada por una tasa muy baja de mestizaje entre humanos modernos y neandertales, con el intercambio de un par de individuos entre las dos poblaciones en aproximadamente cada 77 generaciones.  Esta baja tasa de mestizaje explicaría la ausencia de ADN mitocondrial neandertal del acervo genético humano moderno, como se encontró en estudios anteriores, ya que el modelo estima una probabilidad de solo el 7% para un origen neandertal tanto del ADN mitocondrial como del cromosoma Y en humanos modernos.

#### Contribución reducida
Hay una presencia de grandes regiones genómicas con una contribución neandertal fuertemente reducida en los humanos modernos debido a la selección negativa, causada en parte por la infertilidad masculina híbrida. Estas grandes regiones de contribución neandertal baja fueron más pronunciadas en el cromosoma X, con una ascendencia neandertal cinco veces menor en comparación con los autosomas. También contenían un número relativamente elevado de genes específicos de los testículos.  Esto significa que los humanos modernos tienen relativamente pocos genes neandertales que se encuentran en el cromosoma X o se expresan en los testículos, lo que sugiere que la infertilidad masculina es una causa probable. Puede verse afectado en parte por la hemicigosis de los genes del cromosoma X en los hombres. 
Los desiertos de secuencias de Neandertal también pueden ser causados por la deriva genética que involucra intensos cuellos de botella en la población humana moderna y la selección de fondo como resultado de una fuerte selección contra alelos neandertales deletéreos. La superposición de muchos desiertos de secuencias de neandertales y denisovanos sugiere que la pérdida repetida de ADN arcaico se produce en lugares específicos. 
También se ha demostrado que se ha seleccionado la ascendencia neandertal en rutas biológicas conservadas, como el procesamiento de ARN.
De acuerdo con la hipótesis de que la selección purificadora ha reducido la contribución de los neandertales en los genomas humanos modernos de hoy en día, los humanos modernos de Eurasia del Paleolítico Superior (como el humano moderno de Tianyuan) llevan más ADN de Neandertal (aproximadamente del 4 al 5%) que los humanos modernos de Eurasia de hoy en día. (alrededor del 1-2%).
Las tasas de selección frente a secuencias neandertales variaron para las poblaciones europeas y asiáticas.

#### Cambios en los humanos modernos
En Eurasia, los humanos modernos heredaron la introgresión adaptativa de humanos arcaicos, lo que proporcionó una fuente de variantes genéticas ventajosas que se adaptan a los entornos locales y una reserva para la variación genética adicional. La introgresión adaptativa de los neandertales se ha dirigido a genes relacionados con los filamentos de queratina, el metabolismo del azúcar, la contracción muscular, la distribución de la grasa corporal, el grosor del esmalte y la meiosis de los ovocitos, así como el tamaño y el funcionamiento del cerebro. Hay señales de selección positiva, como resultado de la adaptación a diversos hábitats, en genes involucrados en la variación de la pigmentación de la piel y la morfología del cabello. En el sistema inmunológico, las variantes introgresadas han contribuido en gran medida a la diversidad de genes inmunes, de los cuales hay un enriquecimiento de alelos introgresados que sugieren una fuerte selección positiva. 
Se descubrió que los genes que afectan la queratina se introdujeron de los neandertales en los humanos modernos (que se muestra en los asiáticos orientales y europeos), lo que sugiere que estos genes dieron una adaptación morfológica en la piel y el cabello a los humanos modernos para hacer frente a entornos no africanos. Lo mismo ocurre con varios genes implicados en fenotipos de importancia médica, como los que afectan al lupus eritematoso sistémico, la cirrosis biliar primaria, la enfermedad de Crohn, el tamaño del disco óptico, el tabaquismo, los niveles de interleucina 18 y la diabetes mellitus tipo 2. 
Se ha encontrado introgresión neandertal de 18 genes, varios de los cuales están relacionados con la adaptación a la luz ultravioleta, dentro de la región del cromosoma 3p21.31 (región HYAL) de los asiáticos orientales. Los haplotipos introgresivos se seleccionaron positivamente solo en las poblaciones de Asia oriental, aumentando constantemente desde los 45.000 años AP hasta un aumento repentino de la tasa de crecimiento alrededor de los 5.000 a los 3.500 años AP. Ocurren con frecuencias muy altas entre las poblaciones de Asia oriental en contraste con otras poblaciones de Eurasia (por ejemplo, poblaciones europeas y del sur de Asia). Los hallazgos también sugieren que esta introgresión neandertal ocurrió dentro de la población ancestral compartida por los asiáticos orientales y los nativos americanos. 
Evans y col. (2006) habían sugerido previamente que un grupo de alelos conocidos colectivamente como haplogrupo D de microcefalina, un gen regulador crítico para el volumen cerebral, se originó a partir de una población humana arcaica. Los resultados muestran que el haplogrupo D se introdujo hace 37.000 años (según la edad de coalescencia de los alelos D derivados) en los humanos modernos de una población humana arcaica que separó a hace 1.1 millones de años (basado en el tiempo de separación entre los alelos D y no D), consistente con el período en el que los neandertales y los humanos modernos coexistieron y divergieron respectivamente.  La alta frecuencia del haplogrupo D (70%) sugiere que se seleccionó positivamente en los humanos modernos. La distribución del alelo D de la microcefalina es alta fuera de África, pero baja en el África subsahariana, lo que sugiere además que el evento de mezcla ocurrió en poblaciones arcaicas de Eurasia. Esta diferencia de distribución entre África y Eurasia sugiere que el alelo D se originó en los neandertales según Lari et al. (2010), pero encontraron que un individuo de Neandertal del Mezzena Rockshelter (Monti Lessini, Italia) era homocigoto para un alelo ancestral de microcefalina, por lo que no brinda apoyo de que los neandertales contribuyeron con el alelo D a los humanos modernos y tampoco excluyen la posibilidad de un origen neandertal del alelo D. Otro estudio habiendo analizado los neandertales de Vindija, tampoco pudo confirmar un origen neandertal del haplogrupo D del gen de la microcefalina.
Se ha encontrado que el HLA-A*02, A*26/*66, B*07, B*51, C*07: 02 y C*16:02 del sistema inmunológico fueron aportados por los neandertales a los humanos modernos. Después de emigrar fuera de África, los humanos modernos se encontraron y se cruzaron con humanos arcaicos, lo que resultó ventajoso para los humanos modernos al restaurar rápidamente la diversidad de HLA y adquirir nuevas variantes de HLA que se adaptan mejor a los patógenos locales. 
Se ha encontrado que los genes neandertales introgresados exhiben efectos cis-reguladores en los humanos modernos, lo que contribuye a la complejidad genómica y la variación del fenotipo de los humanos modernos. Al observar a los individuos heterocigotos (que portan versiones neandertales y humanas modernas de un gen), se descubrió que la expresión alelo-específica de los alelos neandertales introgresados era significativamente menor en el cerebro y los testículos en relación con otros tejidos. En el cerebro, esto fue más pronunciado en el cerebelo y los ganglios basales. Esta regulación a la baja sugiere que los humanos modernos y los neandertales posiblemente experimentaron una tasa relativamente más alta de divergencia en estos tejidos específicos. 
Además, al correlacionar los genotipos de los alelos neandertales introgresados con la expresión de genes cercanos, se encuentra que los alelos arcaicos contribuyen proporcionalmente más a la variación en la expresión que los alelos no arcaicos. Alelos Neanderthal afectan a la expresión de los genes inmunológicamente OAS1/2/3 y TLR1/6/10, que puede ser específica de tipo celular y se ve influenciada por los estímulos ambientales. 
Al estudiar el genoma femenino de Vindija Neanderthal de alta cobertura, se identificaron varias variantes de genes derivados del neandertal, incluidos los que afectan los niveles de colesterol LDL y vitamina D, y tienen influencia en los trastornos alimentarios, la acumulación de grasa visceral, la artritis reumatoide, la esquizofrenia y la respuesta a los fármacos antipsicóticos.
Al examinar a los humanos modernos europeos con respecto al genoma neandertal de Altái en alta cobertura, los resultados muestran que la mezcla neandertal está asociada con varios cambios en el cráneo y la morfología cerebral subyacente, lo que sugiere cambios en la función neurológica a través de la variación genética derivada del neandertal. La mezcla de neandertales se asocia con una expansión del área posterolateral del cráneo humano moderno, que se extiende desde los huesos occipital y parietal inferior hasta localizaciones temporales bilaterales. En lo que respecta a la morfología del cerebro humano moderno, la mezcla de neandertales se correlaciona positivamente con un aumento en la profundidad del surco  intraparietal derecho y un aumento en la complejidad cortical para la corteza visual temprana del hemisferio izquierdo. La mezcla de neandertal también se correlaciona positivamente con un aumento en el volumen de materia blanca y gris localizado en la región parietal derecha adyacente al surco intraparietal derecho.  En el área que se superpone a la girificación de la corteza visual primaria en el hemisferio izquierdo, la mezcla de neandertal se correlaciona positivamente con el volumen de materia gris.  Los resultados también muestran evidencia de una correlación negativa entre la mezcla de neandertal y el volumen de materia blanca en la corteza orbitofrontal. 
En los papúes, la herencia neandertal asimilada se encuentra con mayor frecuencia en los genes expresados en el cerebro, mientras que el ADN de Denisovan tiene la mayor frecuencia en los genes expresados en huesos y otros tejidos.

#### Teoría de la subestructura de la población
Aunque menos parsimoniosa que el flujo de genes reciente, la observación puede haberse debido a la subestructura de la población antigua en África, causando una homogeneización genética incompleta dentro de los humanos modernos cuando los neandertales divergieron mientras que los primeros ancestros de los euroasiáticos estaban aún más relacionados con los neandertales que los de los africanos a los Neandertales. Sobre la base del espectro de frecuencias alélicas, se demostró que el modelo de mezcla reciente tenía el mejor ajuste a los resultados, mientras que el modelo de subestructura de población antigua no tenía ajuste, lo que demuestra que el mejor modelo fue un evento de mezcla reciente que fue precedido por un evento de cuello de botella entre los humanos modernos, lo que confirma la mezcla reciente como la explicación más parsimoniosa y plausible del exceso observado de similitudes genéticas entre los humanos modernos no africanos y los neandertales. Sobre la base de patrones de desequilibrio de ligamiento, los datos también confirman un evento de mezcla reciente. Desde el punto de desequilibrio de ligamiento, se estimó que el último flujo de genes de Neanderthal en los primeros ancestros de los europeos se produjo 47,000-65,000 años AP. Junto con la evidencia arqueológica y fósil, se cree que el flujo de genes probablemente haya ocurrido en algún lugar de Eurasia occidental, posiblemente en el Medio Oriente. A través de otro enfoque, utilizando un genoma de cada uno de un neandertal, euroasiático, africano y chimpancé (grupo externo), y dividiéndolo en bloques de secuencia corta no recombinantes, para estimar la probabilidad máxima de todo el genoma bajo diferentes modelos, se descartó la subestructura de población antigua en África y se confirmó un evento de mezcla neandertal.

### Morfología
Los restos del entierro del Paleolítico Superior temprano de un niño humano moderno de Abrigo do Lagar Velho (Portugal) presenta rasgos que indican el mestizaje neandertal con humanos modernos que se dispersan en Iberia. Teniendo en cuenta la datación de los restos del entierro (24.500 años AP) y la persistencia de los rasgos neandertales mucho después del período de transición de un neandertal a una población humana moderna en Iberia (28.000-30.000 años AP), el niño puede haber sido descendiente de una población ya muy mezclada. 
Los restos de un humano moderno del Paleolítico superior temprano de Peștera Muierilor (Rumania) de 35.000 años AP muestra un patrón morfológico de los humanos modernos primitivos europeos, pero posee características arcaicas o neandertales, lo que sugiere que los humanos modernos primitivos europeos se cruzan con los neandertales. Estas características incluyen una gran amplitud interorbitaria, arcos superciliares relativamente planos, un moño occipital prominente, una forma de muesca mandibular asimétrica y poco profunda, una apófisis coronoides mandibular alta, el cóndilo mandibular relativo perpendicular a la posición de la cresta de la muesca y una fosa glenoidea escapular estrecha. 

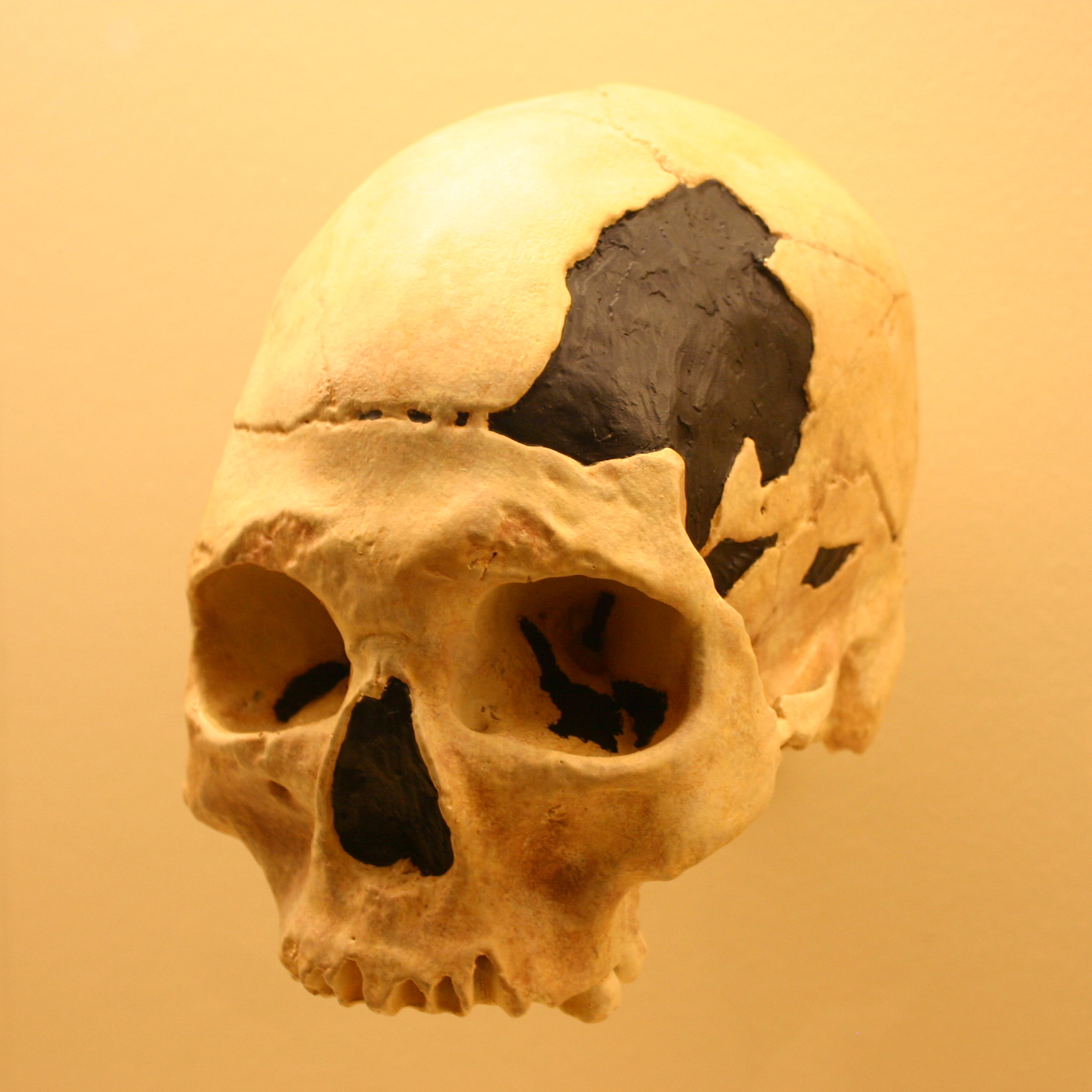
El cráneo humano moderno de Oase 2 (en la imagen del molde), que se encuentra en Peştera cu Oase, muestra rasgos arcaicos debido a la posible hibridación con neandertales.

La mandíbula humana moderna temprana Oase 1 de Peștera cu Oase (Rumania) de 34 000 a 36 000 años AP presenta un mosaico de características modernas, arcaicas y posibles de Neandertal.  Muestra un puente lingual del foramen mandibular, no presente en humanos anteriores, excepto en los neandertales del Pleistoceno medio tardío y tardío, lo que sugiere afinidad con los neandertales. Concluyendo de la mandíbula de Oase 1, aparentemente hubo un cambio craneofacial significativo en los primeros humanos modernos de al menos Europa, posiblemente debido a algún grado de mezcla con los neandertales.
Los humanos modernos europeos más tempranos (antes de aproximadamente 33 000 AP) y los gravetienses posteriores (Paleolítico superior medio), que se alinean anatómicamente en gran medida con los humanos modernos africanos más antiguos (Paleolítico medio), también muestran rasgos que son distintivamente neandertales, lo que sugiere que un La ascendencia humana moderna paleolítica era poco probable para los primeros humanos modernos europeos.
Una mandíbula de neandertal tardío (más específicamente, un remanente de cuerpo mandibulae) del refugio rocoso de Mezzena (Monti Lessini, Italia) muestra indicios de un posible mestizaje en neandertales italianos tardíos. La mandíbula se encuentra dentro del rango morfológico de los humanos modernos, pero también muestra fuertes similitudes con algunos de los otros especímenes neandertales, lo que indica un cambio en la morfología neandertal tardía debido a un posible mestizaje con humanos modernos.  Sin embargo, un análisis de ADNa más reciente de esta mandíbula ha demostrado que no pertenece a un neandertal, sino a un humano completamente moderno del Holoceno. Los informes anteriores de un "híbrido neandertal" de Mezzena se basaron en un análisis de ADN defectuoso.
Manot 1, un calvarium parcial de un humano moderno que fue descubierto recientemente en la cueva de Manot (Galilea occidental, Israel) y data de 54,7 ± 5,5 miles de años AP, representa la primera evidencia fósil del período en que los humanos modernos emigraron con éxito fuera de África y colonizó Eurasia. También proporciona la primera evidencia fósil de que los humanos modernos habitaron el sur del Levante durante la interfaz del Paleolítico Medio al Superior, al mismo tiempo que los neandertales y cerca del probable evento de mestizaje.  Las características morfológicas sugieren que la población de Manot puede estar estrechamente relacionada con los primeros humanos modernos que luego colonizaron con éxito Europa para establecer poblaciones del Paleolítico Superior temprano o dar lugar a ellos. 

### Historia
El mestizaje se ha discutido desde el descubrimiento de los restos neandertales en el siglo XIX, aunque los escritores anteriores creían que los neandertales eran un antepasado directo de los humanos modernos. Thomas Huxley sugirió que muchos europeos tenían rastros de ascendencia neandertal, pero asociaron las características neandertales con el primitivismo, escribiendo que dado que "pertenecen a una etapa en el desarrollo de la especie humana, anterior a la diferenciación de cualquiera de las razas existentes, podemos esperar para encontrarlos en la más baja de estas carreras, en todo el mundo, y en las primeras etapas de todas las carreras".
Hasta principios de la década de 1950, la mayoría de los estudiosos pensaban que los neandertales no formaban parte de la ascendencia de los humanos vivos. : 232–34  Sin embargo, Hans Peder Steensby propuso el mestizaje en 1907 en el artículo Estudios de raza en Dinamarca. Hizo hincapié en que todos los seres humanos vivos son de orígenes mixtos. Sostuvo que esto encajaría mejor con las observaciones y desafió la idea generalizada de que los neandertales eran similares a los simios o inferiores. Basando su argumento principalmente en datos craneales, notó que los daneses, como los frisones y los holandeses, exhiben algunas características neandertaloides, y sintió que era razonable "asumir que algo fue heredado" y que los neandertales "están entre nuestros antepasados".
Carleton Stevens Coon en 1962 encontró probable, basado en evidencia de datos craneales y cultura material, que los pueblos neandertal y del Paleolítico superior se cruzaran o que los recién llegados reelaboraron los implementos neandertales "en su propio tipo de herramientas".
A principios de la década de 2000, la mayoría de los estudiosos apoyaron la hipótesis de fuera de África, según la cual los humanos anatómicamente modernos abandonaron África hace unos 50.000 años y reemplazaron a los neandertales con poco o ningún mestizaje. Sin embargo, algunos estudiosos todavía abogaban por la hibridación con los neandertales. El defensor más vocal de la hipótesis de la hibridación fue Erik Trinkaus de la Universidad de Washington,  reclamó varios fósiles como productos de poblaciones hibridadas, incluido el esqueleto de un niño encontrado en Lagar Velho en Portugal y los esqueletos de Peștera Muierii de Rumania.

## Denisovanos

### Genética

#### Proporción de mezcla
Se ha demostrado que los melanesios (por ejemplo, Papúa Nueva Guinea y las islas de Bougainville) comparten relativamente más alelos con los denisovanos en comparación con otros euroasiáticos y africanos. Se estima que del 4% al 6% del genoma en los melanesios se deriva de los denisovanos, mientras que ningún otro euroasiático o africano mostró contribuciones de los genes denisovanos.  Se ha observado que los denisovanos aportaron genes a los melanesios pero no a los asiáticos orientales, lo que indica que hubo interacción entre los primeros antepasados de los melanesios y los denisovanos, pero que esta interacción no tuvo lugar en las regiones cercanas al sur de Siberia, donde hasta el momento se han encontrado los únicos restos de Denisovan.  Además, los aborígenes australianos también muestran un aumento relativo en el intercambio de alelos con los denisovanos, en comparación con otras poblaciones euroasiáticas y africanas, de acuerdo con la hipótesis de una mayor mezcla entre denisovanos y melanesios.
Se encontró evidencia de que la mayor presencia de mezcla de Denisovan se encuentra en las poblaciones de Oceanía, seguidas de muchas poblaciones del sudeste asiático y ninguna en las poblaciones de Asia oriental.  Existe un importante material genético denisovano en las poblaciones del este del sudeste asiático y de Oceanía (por ejemplo, aborígenes australianos, vecinos de Oceanía, polinesios, fiyianos, indonesios orientales, mamanoás y manobos), pero no en determinadas poblaciones del sudeste asiático occidental y continental (por ejemplo, Indonesios occidentales, jehai malayo, Andaman Onge y asiáticos continentales), lo que indica que la mezcla denisovana El evento ocurrió en el sudeste asiático en sí en lugar de en la parte continental de Eurasia. La observación de una alta mezcla de denisovanos en Oceanía y la falta de ella en el continente asiático sugiere que los primeros humanos modernos y los denisovanos se habían cruzado al este de la línea Wallace que divide el sudeste asiático.
Se ha observado que en particular los habitantes de Oceanía, seguidos por las poblaciones del sudeste asiático, tienen una alta mezcla de denisovanos en relación con otras poblaciones. Además, encontraron posibles rastros bajos de mezcla de Denisovan en los asiáticos orientales y ninguna mezcla de Denisovan en los nativos americanos.  Además, se ha encontrado que las poblaciones de Asia continental y de nativos americanos pueden tener una contribución del 0,2% de denisovanos, que es aproximadamente veinticinco veces menor que las poblaciones de Oceanía. La forma de flujo de genes a estas poblaciones sigue siendo desconocida.  Sin embargo, otro estudio informó no haber encontrado evidencia de la mezcla de denisovanos en los asiáticos orientales.
Los hallazgos indican que el evento de flujo genético de Denisovan le sucedió a los ancestros comunes de los aborígenes filipinos, aborígenes australianos y de Nueva Guinea. Los habitantes de Nueva Guinea y los australianos tienen tasas similares de mezcla de Denisovan, lo que indica que el mestizaje tuvo lugar antes de la entrada de sus antepasados comunes en Sahul (Pleistoceno de Nueva Guinea y Australia), hace al menos 44.000 años. También se ha observado que la fracción de ascendencia cercana a Oceanía en los asiáticos del sudeste es proporcional a la mezcla de Denisovan, excepto en Filipinas, donde hay una mezcla de Denisovan más proporcional a la ascendencia de Cerca de Oceanía.  Se ha sugerido un posible modelo de una ola de migración temprana hacia el este de humanos modernos, algunos de los cuales eran ancestros comunes de Filipinas/Nueva Guinea/Australia que se cruzaron con Denisovanos, respectivamente, seguidos por la divergencia de los primeros ancestros filipinos, entrecruzamiento en Nueva Guinea y Australia entre antepasados tempranos con una parte de la misma población de migración temprana que no experimentó el flujo de genes denisovanos, y el mestizaje entre los antepasados tempranos filipinos con una parte de la población de una ola migratoria mucho más tardía hacia el este (la otra parte de la población migrante convertirse en asiáticos orientales). 
Al encontrar componentes de la introgresión de Denisovan con diferente relación con el Denisovan secuenciado, se sugirió que se han producido al menos dos episodios separados de mezcla de Denisovan.  Específicamente, se observa introgresión de dos poblaciones distintas de Denisovan en asiáticos orientales (por ejemplo, japoneses y chinos han), mientras que los asiáticos del sur (por ejemplo, Telugu y Punjabi) y Oceanía (por ejemplo, Papúes) muestran introgresión de una población de Denisovan.
Al explorar los alelos derivados de los denisovanos, se estimó que la fecha de la mezcla de Denisovan fue hace 44.000 a 54.000 años. También determinaron que la mezcla de denisovanos era la mayor en las poblaciones de Oceanía en comparación con otras poblaciones con ascendencia denisovana observada (es decir, América, Asia central, Asia oriental y Asia meridional).  Los investigadores también hicieron el sorprendente hallazgo de que las poblaciones del sur de Asia muestran una mezcla elevada de denisovanos (en comparación con otras poblaciones no oceánicas con ascendencia denisovana), aunque la estimación más alta (que se encuentra en los sherpas) sigue siendo diez veces menor que en los papúes.  Sugieren dos posibles explicaciones: hubo un solo evento de introgresión denisovano que fue seguido por una dilución en diferentes grados o al menos tres pulsos distintos de introgresiones denisovanas deben haber ocurrido. 
Se ha demostrado que los euroasiáticos tienen material genético de origen arcaico significativamente menor que se superpone con los denisovanos, debido al hecho de que los denisovanos están relacionados con los neandertales, que contribuyeron al acervo genético euroasiático, en lugar del mestizaje de los denisovanos con los primeros antepasados de esos euroasiáticos.
Los restos esqueléticos de un humano moderno temprano de la cueva de Tianyuan (cerca de Zhoukoudian, China) de 40.000 años antes de Cristo mostraron una contribución neandertal dentro del rango de los humanos modernos euroasiáticos de hoy, pero no tuvo una contribución denisovana discernible. Es un pariente lejano de los antepasados de muchas poblaciones asiáticas y nativas americanas, pero es posterior a la divergencia entre asiáticos y europeos.  La falta de un componente denisovano en el individuo de Tianyuan sugiere que la contribución genética siempre había sido escasa en el continente.

#### Contribución reducida
Hay grandes regiones genómicas desprovistas de ascendencia derivada de Denisovan, explicada en parte por la infertilidad de los híbridos masculinos, como sugiere la menor proporción de ascendencia derivada de Denisovan en los cromosomas X y en los genes que se expresan en los testículos de los humanos modernos.

#### Cambios en los humanos modernos
Al explorar los alelos HLA del sistema inmunológico, se ha sugerido que HLA-B*73 se introdujo de los denisovanos a los humanos modernos en Asia occidental debido al patrón de distribución y la divergencia de HLA-B*73 de otros alelos HLA. Aunque HLA-B*73 no está presente en el genoma secuenciado de Denisovan, se demostró que HLA-B*73 estaba estrechamente asociado al HLA-C*15:05 derivado de Denisovan del desequilibrio de ligamiento.  Sin embargo, a partir del análisis filogenético, se ha concluido que es muy probable que el HLA-B*73 fuera ancestral.
Los dos alotipos HLA-A (A*02 y A*11) y dos HLA-C (C*15 y C*12:02) de Denisovan corresponden a alelos comunes en los seres humanos modernos, mientras que uno de los alotipos HLA-B de Denisovan corresponde a un alelo recombinante raro y el otro está ausente en los humanos modernos.  Se cree que estos deben haber sido aportados por los denisovanos a los humanos modernos, porque es poco probable que se hayan conservado de forma independiente en ambos durante tanto tiempo debido a la alta tasa de mutación de los alelos HLA.
Los tibetanos recibieron una variante del gen EGLN1 y EPAS1 ventajosa, asociada con la concentración de hemoglobina y la respuesta a la hipoxia, de por vida a gran altura de los denisovanos. La variante ancestral de EPAS1 regula al alza los niveles de hemoglobina para compensar los niveles bajos de oxígeno, como en altitudes elevadas, pero esto también tiene la mala adaptación de aumentar la viscosidad de la sangre. La variante derivada de Denisovan, por otro lado, limita este aumento de los niveles de hemoglobina, lo que resulta en una mejor adaptación a la altitud.  La variante del gen EPAS1 derivada de Denisovan es común en los tibetanos y fue seleccionada positivamente en sus antepasados después de que colonizaron la meseta tibetana. 

## Homínidos africanos arcaicos
La rápida descomposición de los fósiles en los entornos del África subsahariana hace que en la actualidad no sea factible comparar la mezcla humana moderna con muestras de referencia de homínidos arcaicos del África subsahariana.
De tres regiones candidatas con introgresión encontrada mediante la búsqueda de patrones inusuales de variaciones (que muestran una profunda divergencia de haplotipos, patrones inusuales de desequilibrio de ligamiento y un tamaño de clado basal pequeño) en 61 regiones no codificantes de dos grupos de cazadores-recolectores (Pigmeos Biaka y San que tienen una mezcla significativa) y un grupo agrícola de África Occidental (Mandinka, que no tiene una mezcla significativa), se concluye que aproximadamente el 2% del material genético encontrado en los pigmeos de Biaka y San se insertó en el genoma humano hace aproximadamente 35.000 años de homínidos arcaicos que se separaron de los antepasados del linaje humano moderno hace unos 700.000 años. Un estudio de los haplotipos introgresivos en muchas poblaciones subsaharianas sugiere que este evento de mezcla ocurrió con homínidos arcaicos que alguna vez habitaron África Central. 
Investigando secuencias de genoma completo de alta cobertura de quince machos cazadores-recolectores subsaharianos de tres grupos: cinco pigmeos (tres Baka, un Bedzan y un Bakola) de Camerún, cinco Hadza de Tanzania y cinco Sandawe de Tanzania, signos de que los antepasados de los cazadores-recolectores se cruzaron con una o más poblaciones humanas arcaicas,  probablemente hace más de 40.000 años. El análisis de supuestos haplotipos introgresivos en las quince muestras de cazadores-recolectores sugiere que la población africana arcaica y los humanos modernos divergieron alrededor de 1.2 a 1.3 hace millones de años.
Se analizó la evolución de la proteína Mucin 7 en la saliva de los humanos modernos y encontraron evidencia de que una población fantasma no identificada de humanos africanos arcaicos puede haber contribuido con ADN, con un tiempo de coalescencia estimado para el ADN humano moderno de aproximadamente 4.5 millones de años AP, en el acervo genético de los africanos modernos (p. ej. Afroamericanos, Afro-Caribeños, Esan, Gambianos, Luhya, Mende y Yoruba).
Según un estudio publicado en 2020, hay indicios de que entre el 2% y el 19% (o alrededor de 6,6 y ≃7,0%) del ADN de cuatro poblaciones de África Occidental puede haber provenido de un homínido arcaico desconocido que se separó del antepasado de los humanos y neandertales entre 360 kya y 1,02 mya. Sin embargo, el estudio también encuentra que al menos parte de esta mezcla arcaica propuesta también está presente en euroasiáticos / no africanos, y que el evento o eventos de mezcla oscilan entre 0 y 124 ka BP, que incluye el período anterior al de fuera de África. Migración africana y antes de la división africana/euroasiática (afectando así en parte a los ancestros comunes de africanos y euroasiáticos / no africanos). Otro estudio reciente, que descubrió cantidades sustanciales de variación genética humana no descrita anteriormente, también encontró variación genética ancestral en africanos que es anterior a los humanos modernos y se perdió en la mayoría de los no africanos.

## Estudios relacionados
En 2019, los científicos descubrieron evidencia, basada en estudios genéticos utilizando inteligencia artificial (IA), que sugiere la existencia de una especie ancestral humana desconocida, no neandertal o denisovano, en el genoma de los humanos modernos.